# Christian Seznec
Christian Seznec (Brest, 19 novembre 1952) è un ex ciclista su strada francese.
Professionista dal 1975 al 1984, in carriera vanta due vittorie di tappa al Tour de France.

## Palmarès

### Strada
- 1975 (Gan-Mercier-Hutchinson, una vittoria)

4ª tappa Setmana Catalana (Berga > Sant Bartomeu del Grau)
- 1977 (Miko-Mercier-Hutchinson, una vittoria)

3ª tappa Tour du Tarn (Albi > Castres)
- 1978 (Miko-Mercier-Hutchinson, due vittorie)

4ª tappa Giro del Delfinato (Villeurbanne > Grenoble)
17ª tappa Tour de France (Grenoble > Morzine)
- 1979 (Miko-Mercier-Vivagel, due vittorie)

12ª tappa Tour de France (Rochefort > Metz)
Route Nivernaise
- 1983 (Wolber-Spidel, una vittoria)

3ª tappa Tour du Sud-Est (Uzès > Uzès)

#### Altri successi
- 1975 (Gan-Mercier-Hutchinson)

Criterium Le Quillio
- 1978 (Miko-Mercier-Hutchinson)

Grand Prix Cycliste des Filets Bleus
- 1979 (Miko-Mercier-Vivagel)

Criterium Belfort
- 1980 (Miko-Mercier-Vivagel)

1ª tappa - 2ª semitappa Giro del Delfinato (Mâcon > Hurigny, cronosquadre)
Classifica scalatori Giro del Delfinato
- 1984 (Système U)

Classifica traguardi volanti Tour du Vaucluse

## Piazzamenti

### Grandi Giri
- Giro d'Italia

1983: 24º
- Tour de France

1976: 29º
1977: 22º
1978: 5º
1979: 22º
1980: 6º
1981: 36º
1982: 29º
1983: 20º
1984: ritirato (17ª tappa)
- Vuelta a España

1979: 8º

### Classiche monumento
- Milano-Sanremo

1979: 81º
- Liegi-Bastogne-Liegi

1975: 9º

### Competizioni mondiali
- Campionati del mondo

Valkenburg 1979 - In linea Professionisti: ritirato
Sallanches 1980 - In linea Professionisti: ritirato